# レトロボウル
レトロボウル（英: Retro Bowl）は、iOS、AndroidとNintendo Switch用にNew Star Gamesによって開発されたアメリカンフットボールのビデオゲームである。
ブラウザ上でもプレイすることができる。

## 解説
2020年1月にリリースされ、プレイ動画がTikTokなどに投稿されたことで、2021年後半に人気が大幅に高まった。 Nintendo Switchの対応版は2022年2月10日に発売された。Nintendo Switch上ではパブリッシャーはFiveAcesPublishingとなっている。
1991年末にリリースされた8ビットのアメフトビデオゲーム、Tecmo Bowl の影響を強く受けているゲームである。 プレーヤーはチームのゼネラルマネージャーを務めながら、チームの攻撃をコントロールし、レギュラーシーズンで勝ちながら Retro Bowlチャンピオンシップ (スーパーボウルのようなもの)で優勝することが目標となる。 レトロボウルはアップルのApp Storeで2021年後半に、最も多くダウンロードされたアプリとなった。New Star Gamesは、レトロボウルに似たRetro Goalというサッカーゲームを2021年6月にリリースした。